# アサヒコミュニケーションズ
株式会社アサヒコミュニケーションズは、埼玉県鴻巣市に本社を置く、印刷会社、広告代理店である。2010年12月にアサヒ印刷株式会社より改称。

## 概要
- 所属団体 - 鴻巣市商工会、上尾法人会、上尾優良法人会、埼玉県印刷工業組合、彩の国工場振興協議会、彩の国ランド研究会、彩の国さいたま魅力づくり推進協議会、埼玉県中小企業団体中央会、埼玉産業人クラブ
- 有資格者 - JAGAT認定DTPエキスパート20名（2008年現在）

## 沿革
- 1910年 - 埼玉県鴻巣町（現鴻巣市）にアサヒ活版所として開業。木版、活版を主に印刷業を開始。
- 1947年 - 有限会社に改組。
- 1959年 - 株式会社に変更。
- 1963年 - ハイデルベルグプラテン印刷機導入
- 1967年 - 活版からオフセットへの移行開始。
- 1973年 - 社名をアサヒかっぱんに改める。
- 1979年 - 大宮税務署長により「優良申告法人」表敬（1996年まで）
- 1980年 - 社名をアサヒ印刷株式会社に改める。同年、写研電算写植機およびハイデルベルグ菊全4色機導入
- 1985年 - モリサワ電算写植機導入。
- 1992年 - ハイデルベルグ菊全2色機導入。
- 1993年 - 活版からオフセットに全面移行。
- 1995年 - Mac、Windowsシステム導入。
- 1996年 - 上尾税務署長より「優良申告法人」表敬（現在に至る）。
- 1997年 - 図録印刷にて日本商工会議所会頭賞受賞
- 1999年 - 「彩の国指定工場」認定を受ける
- 2001年 - オンデマンド印刷機ColorDocuTech60導入
- 2002年 - 「ISO9001:2000」認証取得
- 2003年 - CTP菊全PTR-8000 II導入
- 2006年 - プライバシーマーク認証取得
- 2007年 - 12月に埼玉の情報サイト「デンリュウサイタマ」をオープン。
- 2008年 - ハイデルベルグ菊全2色機、三菱シルバーCTP、オンデマンド印刷機DC5000導入
- 2010年 - 12月、創業100周年の節目に株式会社アサヒコミュニケーションズへ社名改称

## 営業品目
企画・デザイン
戦略立案、企画構築、広告制作、CI、各種デザイン設計、各種ツール制作
PR・販売促進
ちらし、ポスター、パンフレット、DM、カタログ、リーフレット、営業案内、会社案内、大判ポスター、ノベルティ
ICT・WEB
WEBサイト企画制作、CMS（コンテンツマネジメントシステム）制作、ムービー制作、ホスティング、ドメイン取得代行、運用管理、モバイルサイト制作、システム開発
広報冊子関連
市町村広報紙、報告書、自費出版、名簿、記念誌、社内報、マニュアル、図録
ビジネス印刷
ビジネスフォーム、伝票、封筒、シール、圧着ハガキ、證券類、賞状、各種カード